# Џибути
Џибути, званично Република Џибути (фр. République de Djibouti), мала је држава у источној Африци, на рогу Африке. Џибути се граничи са Еритрејом на северу, Етиопијом на западу и југу, и Сомалијом на југоистоку. Остатак граница ове државе чине Црвено море и Аденски залив на истоку. Одвојена је од Јемена на Арапском полуострву 20  широким морским пролазом Баб-ел-Мандеб. Простире се на укупној површини од 23.200 km². Џибути је муслиманска земља, чланица Арапске лиге и Афричке уније.
У античко доба, територија Џибутија заједно са Сомалијом била је део Пунта. У близини лучког града Зеиле, који се сада налази у Сомалији, било је седиште средњовековног Адалског и Ифатског султаната. Крајем 19. века, основан је Француски Сомалиланд, колонија настала договором између владајућих Сомалаца, Афарских султана и Француза. Године 1967, територија је преименована у Француску територију Афара и Исаса. Десет година касније, становници Џибутија су гласали за независност. Референдум је службено означио оснивање Републике Џибути, државе назване према њеном истоименом главном граду. Као суверена држава постала је чланица Уједињених нација исте године, 20. септембра 1977. Почетком деведесетих година 20. века избиле су тензије око владиног представљања што је довеле до оружаног сукоба који је завршен споразумом о подели власти 2000. године између владајуће странке и опозиције.
Џибути је мултиетничка држава са популацијом од 884.017 становника (процена из 2018) и према томе је најмања држава континенталне Африке. Француски и арапски су службени језици Џибутија. Око 94% становника су припадници ислама, који је службена религија и који доминира у регији дуже од 1.000 година. Сомалци (клан Иса) и Афари чине две највеће етничке групе при чему Сомалци представљају главну етничку групу. Оба народа говоре афроазијске језике.
Џибути је стратешки лоциран у близини једне од најпрометнијих поморских рута на свету, контролишући приступ Црвеном мору и Индијском океану. Џибути служи као кључни центар за пуњење и претовар, те је главна поморска лука за увоз и извоз у суседну Етиопију. Као комерцијално средиште у развоју, држава је локација разних страних војних база, укључујући и камп Лемониер. Регионално тело, Међувладина управа за развој (IGAD) такође има седиште у граду Џибутију.

## Назив и етимологија
Држава Џибути је званично позната под називом Република Џибути. У локалним језицима је позната као Yibuuti (на афарском), بيبوتي, Jībūtī (на арапском) и Jabuuti (на сомалском).
Име државе је изведено из назива њеног главног града Џибутија. Етимологија града Џибути је спорна. Постоји неколико теорија и легенди о пореклу назива града, које се разликују у зависности од етничке припадности оних који заговарају такве теорије. Једна теорија је изведена из афарске речи габоути, што значи „плоча”, што се вероватно односи на географска обележја подручја. Други назив града повезују са термином gabood што значи висораван или плато.
Од 1862. до 1894. године, територија северно од Таџурског залива названа је Обок. Под француском управом, од 1883. до 1967. подручје је било познато као француски Сомалиланд (фр. Côte française des Somalis), а од 1967. до 1977. као Француска територија Афара и Исаса (фр. Territoire français des Afars et des Issas).

## Географија

### Положај
Џибути се налази на обали Аденског залива и јужном улазу у Црвено море. Са друге стране Црвеног мора налази се Арапско полуострво, а 20 km од обале Џибутија је Јемен. У централни део земље усечен је залив Тађура. Дужина обале је 314 km. Џибути има стратешки важан положај близу најважнијих светских поморско-трговачких путева и арапских изворишта нафте.

### Геологија и рељеф
Земља је углавном камена полупустиња са раштрканим висоравнима. У Џибутију не постоји обрадиво земљиште, нити се користи наводњавање. Најнижа тачка је на −155 m, а највиша на 2.028 m (врх Муса Али). Око 9% површина се користи за пашњаке.

## Историја
Територија данашњег Џибутија је била насељена разним племенима кроз историју, данас овде живе племена Афар и Сомали Иса. Ова племена су трговали са Арапима, тако да су прихватили ислам као религију.
Средином 19. века територија око залива Тађура била је позната под именом Обок. Француски гувернер Леонс Лагард (Léonce Lagarde) је уговорима са сомалским султанима 1886. преузео власт над њом. Колонија је заокружена споразумом са Великом Британијом 1888. Тада је створен град Џибути са око 5000 становника, који је од 1896. главни град колоније „Француска обала Сомалије“ (Côte française des Somalis). Железничка пруга Адис Абеба-Џибути изграђена је почетком 20. века.
На референдуму из 1958. одлучивало се да ли да се територија уједини са Сомалијом. Референдум није успео због француског мешања. Да би донекле уважили тежњу становништва за аутономијом, име колоније је 1967. референдумом промењено у „Француска територија Афар и Иса“ (Territoire français des Afars et des Issas). Колонија је 27. јуна 1977. године прогласила независност под именом Република Џибути. Први председник, Хасан Гулеб Аптидон (Hassan Gouled Aptidon) владао је до 1991.
Грађански рат су изазвали афарски побуњеници раних 1990-их, али је заустављен мировним споразумом из 1994. године.

### Праисторија
Подручје Џибутија је насељено још од неолита. Према лингвистима, прво становништво афроазијског говорног подручја дошло је у ову регију из претпостављеног урхеимата (изворна домовина) који се налазио у долини Нила или на Блиском истоку. Међутим, други научници предлажу да се Афроазијска језичка породица развила на подручју Афричког рога а њени говорници су се потом распршили на остале стране.
Керамички производи који датирају из средине 2. миленијума п.н.е пронађени су у Аса Коми, унутрашњем језеру на равници Гобад. Пронађено керамичко посуђе карактерише пунктатне и инцизијске геометријске конструкције, које имају сличност с керамиком из Сабирске културе из Малајбеа у Јужној Арабији. На локалитету Аса Коми су откривене и кости говеда, што указује на то да је домаћа стока била присутна ту пре отприлике 3.500 година. На локалитету Доре и Балха пронађени су цртежи на стени животиња који личе на антилопе и жирафе. С друге стране, на археолошком локалитету Хандога пронађени су микролити од опсидијана као и обична керамика коју су користили номадски пастири са припитомљеном стоком а који датирају из 4. миленија п. н. е.

### Пунт
Заједно са територијом северне Сомалије, Еритреје и црвеноморском обалом Судана, Џибути се сматра највероватнијом локацијом територије познате древним Египћанима као Пунт (или Та Нетеру, са значењем Божја земља). Први спомен земље Пунт датира још из 25. века п. н. е. Становници ове древне земље били су Пунтити, народ који је имао блиске односе са древним Египтом током владавине 5. династије фараона Сахуре и 18. династије краљице Хатшепсут. Према фрескама на храму у Деир ел-Бахри, земљом Пунт у то време владали су краљ Параху и краљица Ати.

## Административна подела
Џибути је подељен на 5 регија и један град.
- Али Сабијех (фр. Region d'Ali Sabieh)
- Регион Арта (фр. Region d'Arta)
- Регион Дикхил (фр. Region de Dikhil)
- Џибути (фр. Ville de Djibouti)
- Регион Обок (фр. Region d'Obock)
- Регион Тађура (фр. Region de Tadjourah)

## Привреда
Главна грана привреде Џибутија су услужне делатности због своје стратегијске локације, као и статус слободне зоне у северној Африци. Две трећине становника живи у главном граду, док остало становништво чине номадска племена. Због малих падавина увози се већина свежег воћа и поврћа, као и остале хране.
Џибути нуди услуге транзита за регионалне и транзитне бродове. Држава има мало природних ресурса и малу индустрију.

## Становништво
Становништво је подељено у две главне групе: Иса и Сомалијце, који чине око 60% житеља. Афари представљају око 35%. Остатак становништва чине Европљани (већина Французи и Италијани), Арапи и Етиопљани.
Скоро све становништво су исламске религије, док је мали проценат хришћана (углавном Европљани). Иако су службени језици француски и арапски, већина становништва говори сомалски и афарски.